# Rogers City
Rogers City – miasto w Stanach Zjednoczonych, w stanie Michigan, siedziba administracyjna hrabstwa Presque Isle.